# Khayala Isgandarova
Khayala Isgandarova (azerí) o Hayala İskenderova (turco)  (20 de octubre de 1988) es una jugadora de ajedrez turca de origen azerí que tiene el título de Maestra Internacional Femenina desde el 2009.  İskenderova es integrante de la selección nacional femenina de ajedrez de Turquía. 
Aunque permanece inactiva desde diciembre de 2018, en la lista de Elo de la FIDE de diciembre de 2021, tenía un puntuación Elo de 2204 puntos, lo que hacía la jugadora número 4 (femenina) de Turquía. Su máximo Elo fue de 2257 puntos, en la lista de mayo de 2017.

## Resultados destacados en competición
En el Campeonato de ajedrez de Turquía de 2015 fue subcampeona,  y en los años 2014 y 2016 fue tercera.  

### Participación en olimpiadas de ajedrez
Isgandarova ha participado, representando Azerbaiyán y Turquía, en cinco Olimpiadas de ajedrez entre los años 2006 y 2014 (una vez como 1er tablero), con un resultado de (+13 =12 –14), por un 48,7% de la puntuación. Su mejor resultado lo hizo en la Olimpiada de 2008 al puntuar 4½ de 8 (+3 =3 -2), con el 56,6% de la puntuación, con una performance de 2309.